# 公子彭生
公子彭生（？—前694年），春秋初期齐国大夫，杀害鲁桓公。
前694年，鲁桓公与夫人文姜到齐国聘问。文姜与其兄齐襄公私通，鲁桓公得知，四月丙子，齐襄公招待鲁桓公，回去的时候命公子彭生和鲁桓公坐在一个车上，彭生在车上杀了鲁桓公。在鲁国人的請求下，齐襄公归罪于彭生而杀之。前686年，齐襄公打猎，发现一头野猪，左右说是公子彭生。齐襄公大怒，射了一箭，野猪像人一样站起来嚎叫。齐襄公大惊，慌忙中丢掉一只鞋。当晚，连称、管至父杀害了齐襄公。